# Chiesa di San Sisto (Cevo)
La chiesa di San Sisto è una chiesa di Cevo in Valsaviore. Isolata nel verde a valle del paese, si raggiunge dalla via San Sisto, antico tracciato della strada che, passando per Pozzolo e Andrista, raggiunge il fondo valle presso Cedegolo in val Camonica.

## Descrizione

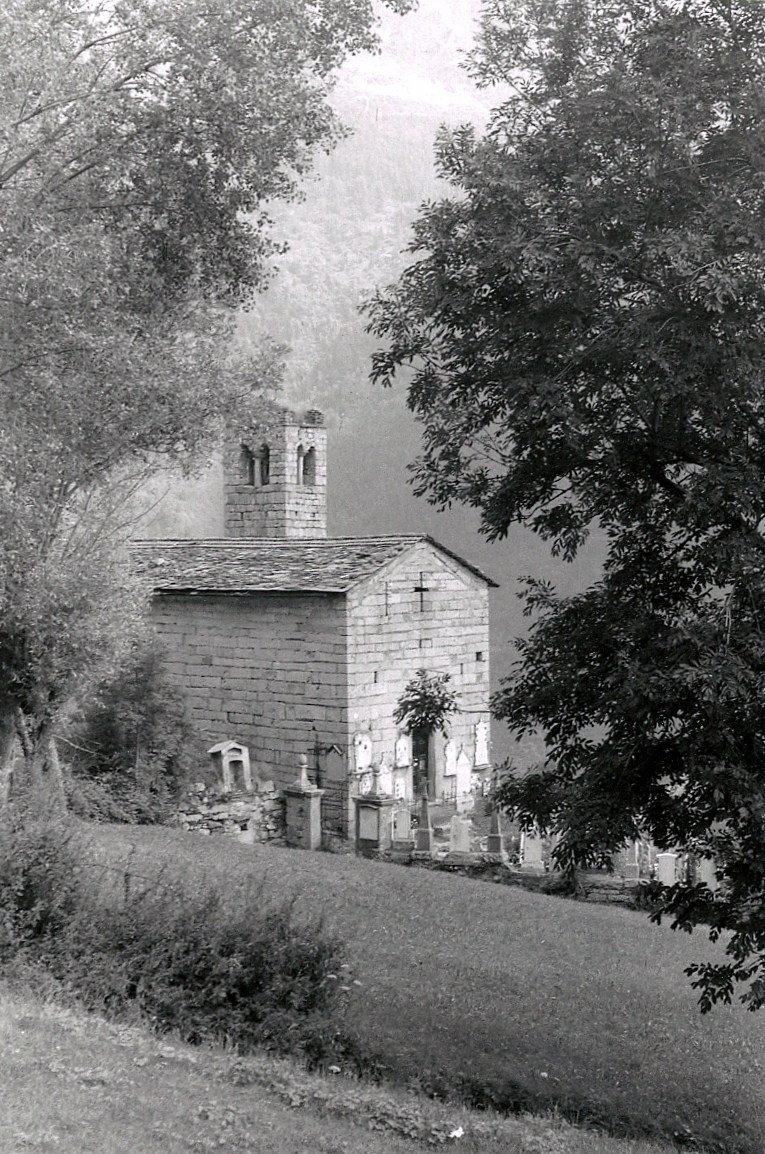
Chiesetta di San Sisto (foto anni sessanta del sec. XX)

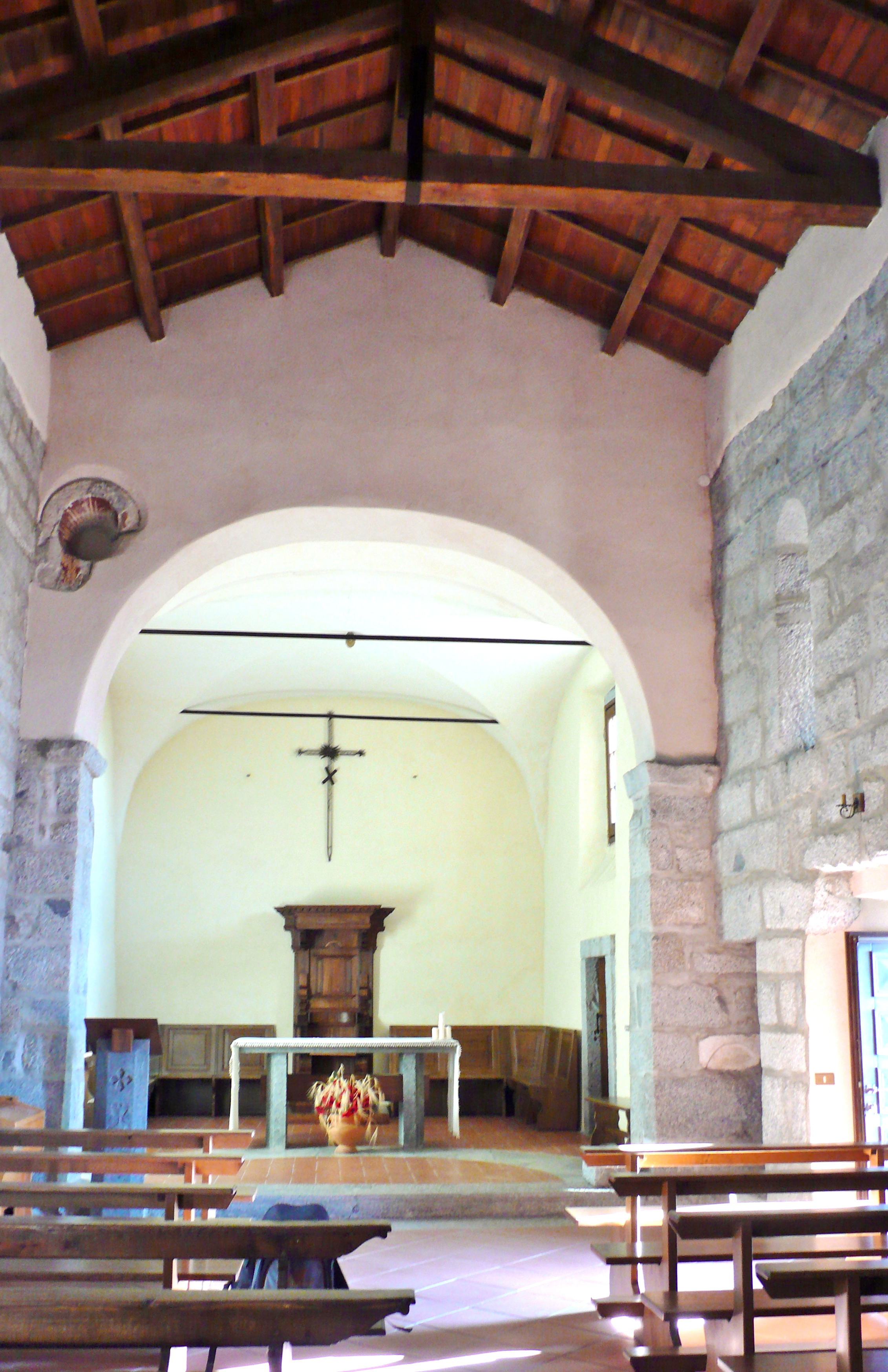
Interno

La chiesetta fu edificata nel sec. XII incluso il campanile (da confermare), come risulta dalla data (1141) incisa su una pietra, accanto alla cassetta delle elemosine, sulle rovine di un edificio di culto preesistente.
Ai lati est-sud-ovest alla chiesetta nel 1814 fu costruito il cimitero su due terrazzamenti delimitati dai tipici muri a secco.
Subì delle trasformazioni nel corso dei secoli XVI e XVII con l'aggiunta dell'abside (originariamente semicircolare), l'ampliamento della sacrestia, l'apertura della porta a valle e la ricostruzione del campanile. L'ultimo restauro, conclusosi nel 1989, ha portato al consolidamento della struttura ed in seguito alla sua riconsacrazione come luogo di culto. L'asportazione delle lapidi e degli arredi funerari, un tempo addossati alle pareti esterne della chiesa, ha probabilmente cancellato un caratteristico segno della sedimentazione del tempo.
La semplice struttura della chiesa, dalla “salda muratura” costituita da blocchi orizzontali di tonalite dell'Adamello (simile al granito grigio) di gradevole ed elegante aspetto, è rifinita dal tetto in ardesia sorretto da capriate in legno.
Nella facciata si apre la porta con trabeazione di tonalite sormontata da un'essenziale lunetta sempre in pietra dell'Adamello e nel timpano della facciata i conci sono disposti in modo da formare una fessura a forma di croce. Nel lato sud si aprono due finestre a stretta strombatura.
Nell'interno, la chiesa originale e l'abside, aggiunto successivamente, sono separati da un arco ribassato dove è visibile, in alto a sinistra, una piccola nicchia. La copertura della navata è a capriate ricostruite con il restauro del 1989. Le pareti erano in parte decorate, ma ora rimangono solo tracce di un affresco in cui si pensa fosse raffigurata l'”Ultima Cena”. Presso l'altare maggiore vi era la pala con il “Cristo morente, la Vergine e San Sisto papa” attribuita a Palma il Giovane.
Il campanile è situato a sinistra dell'abside, presenta alla sommità delle bifore sui quattro lati e termina con pinnacoli.

## Galleria d'immagini

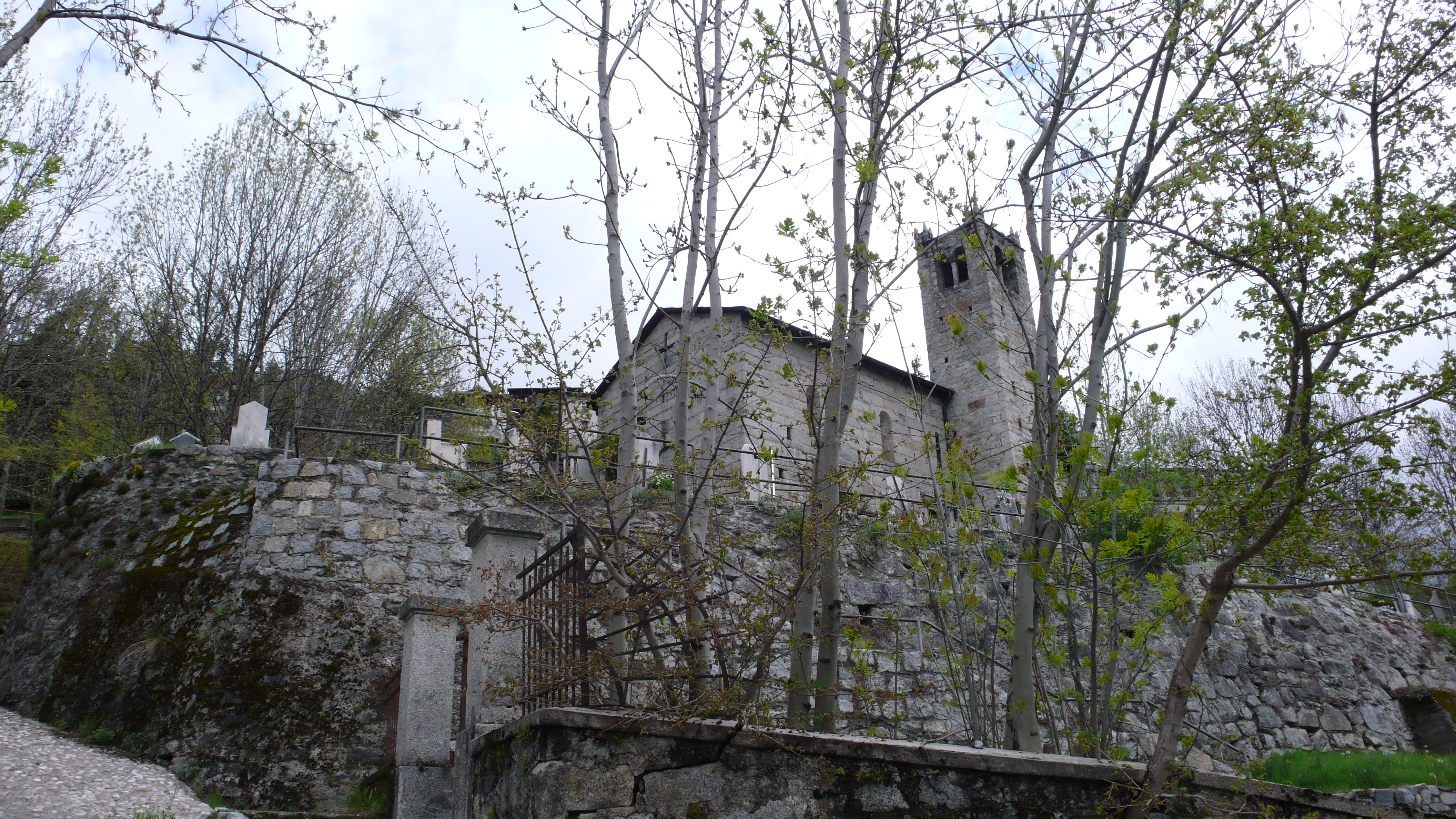
Chiesetta in autunno
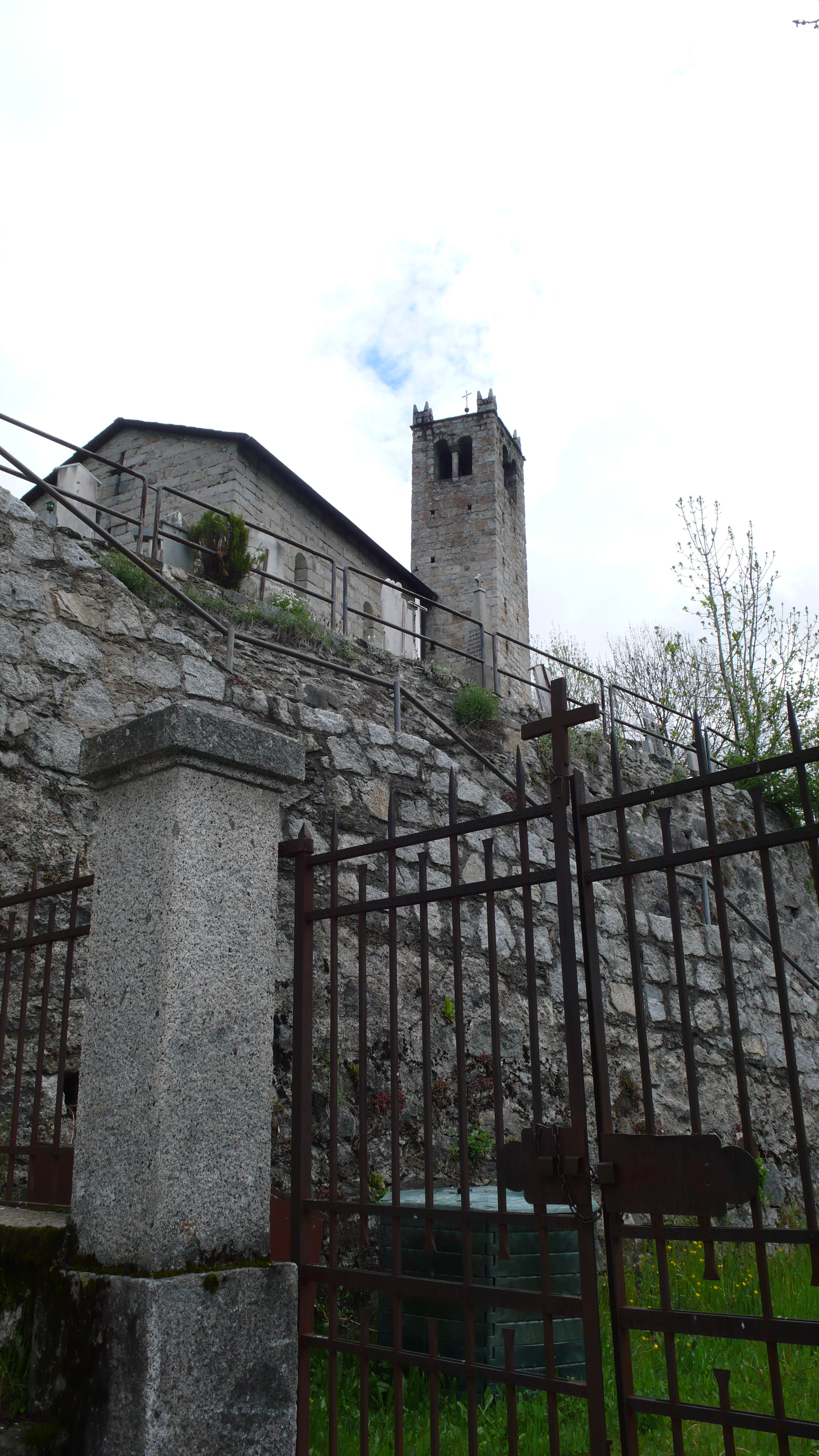
Chiesetta vista dalla mulattiera
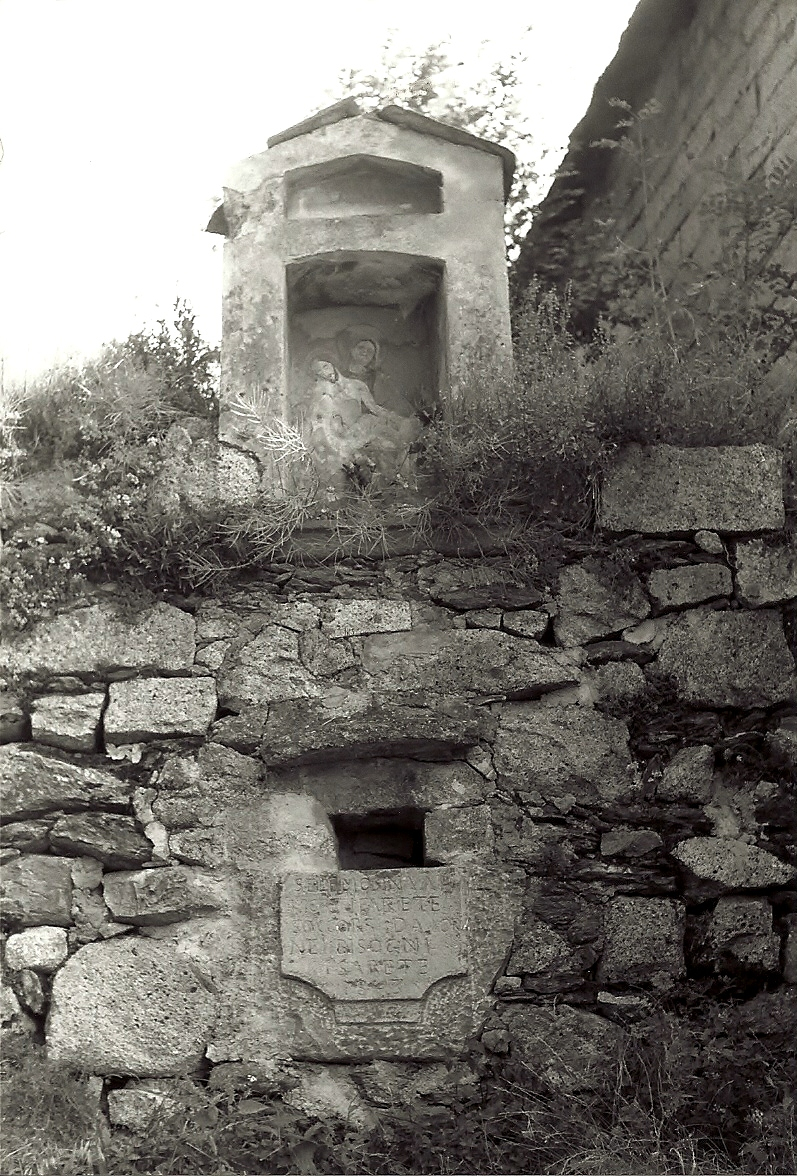
Edicola (Santèla) e la cassetta delle elemosine (foto anni sessanta del sec. XX)
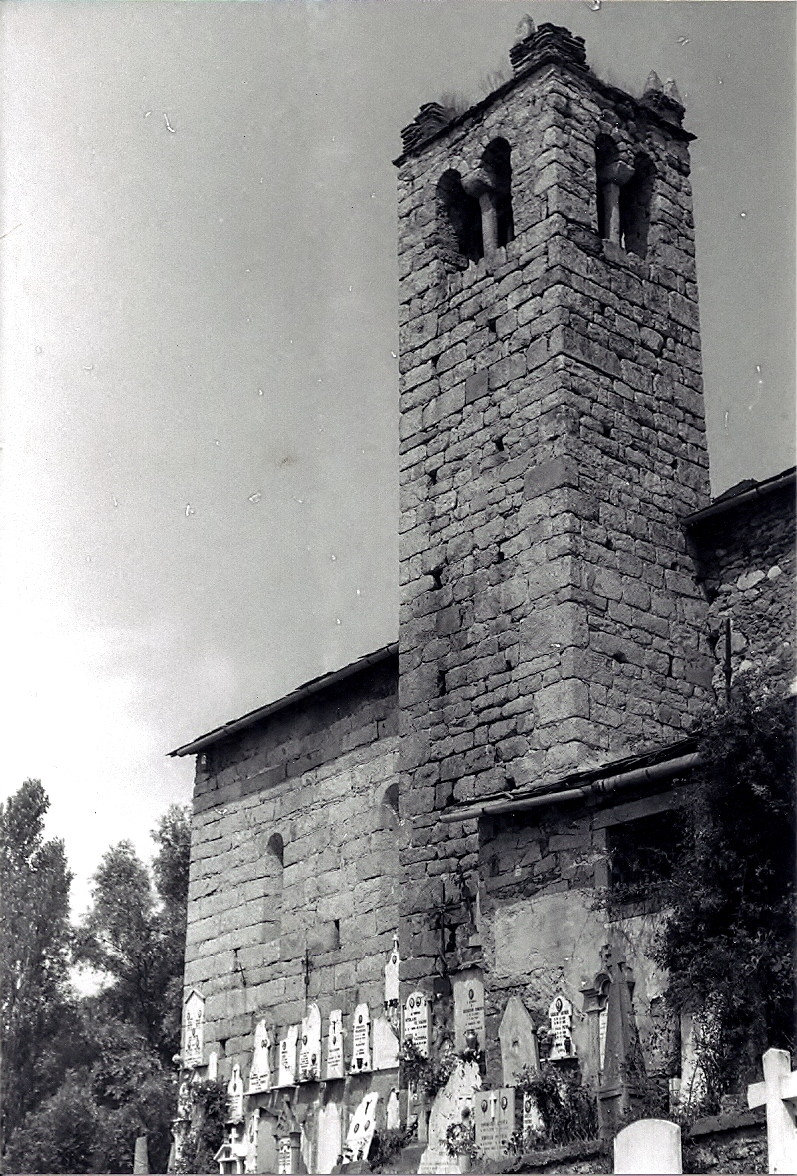
Campanile (foto anni sessanta del sec. XX)
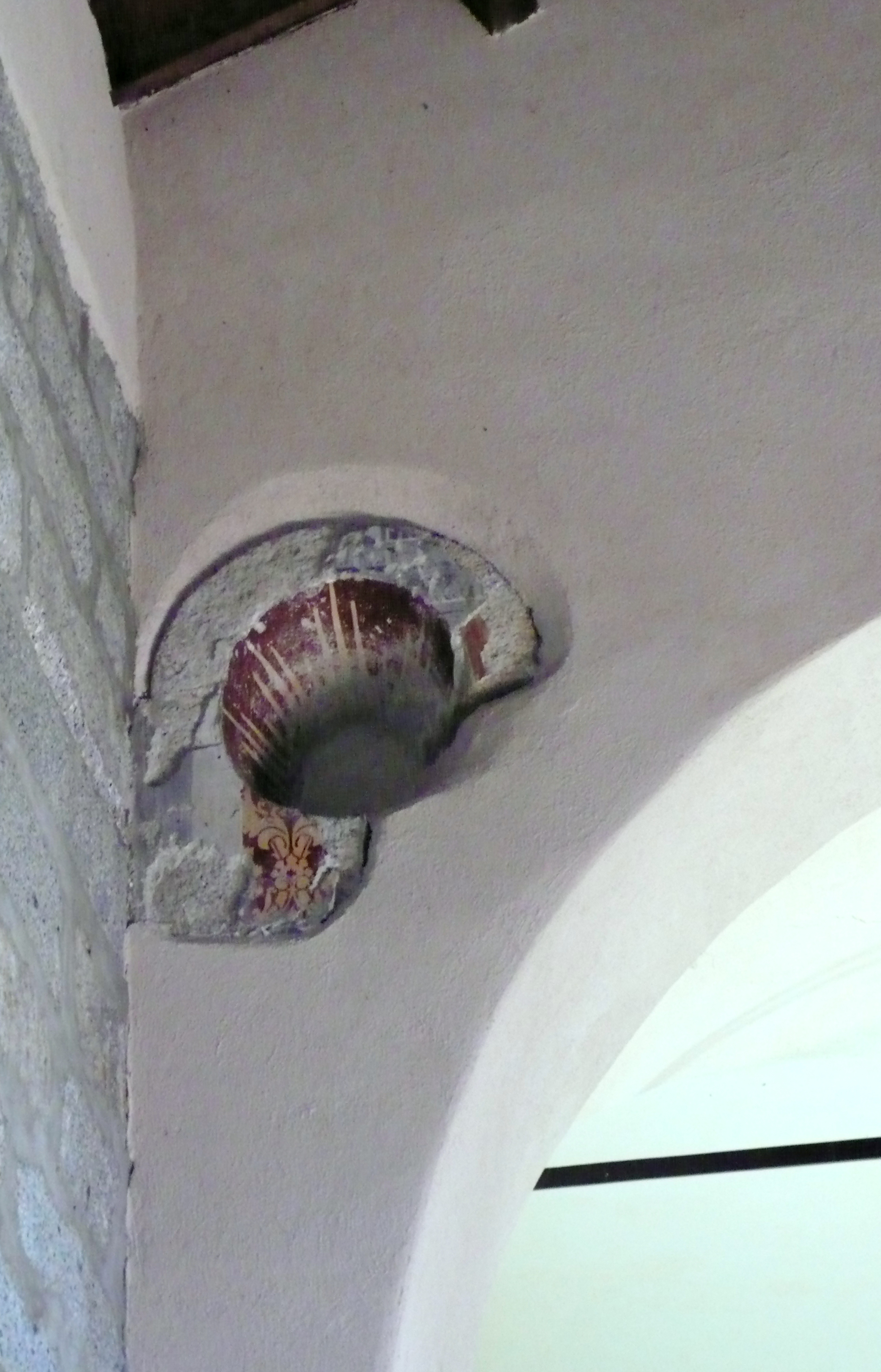
Interno, particolare della nicchia
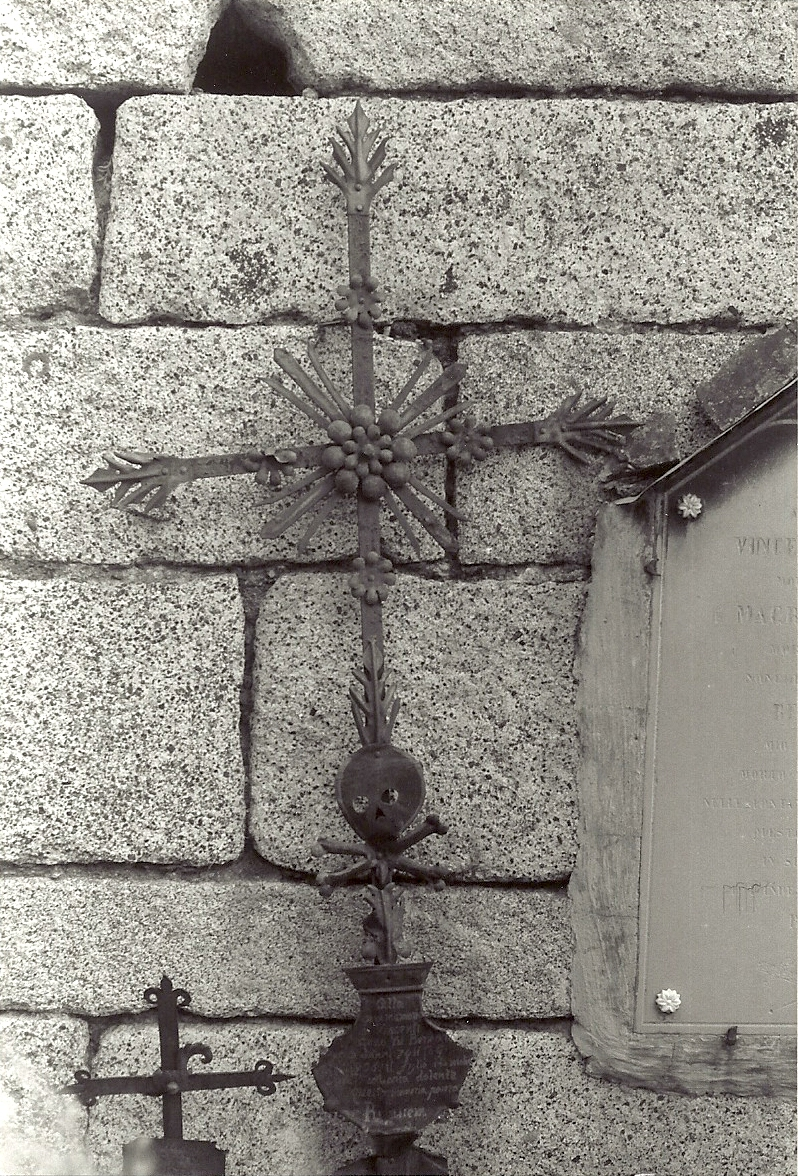
Immagini (foto anni sessanta del sec. XX)
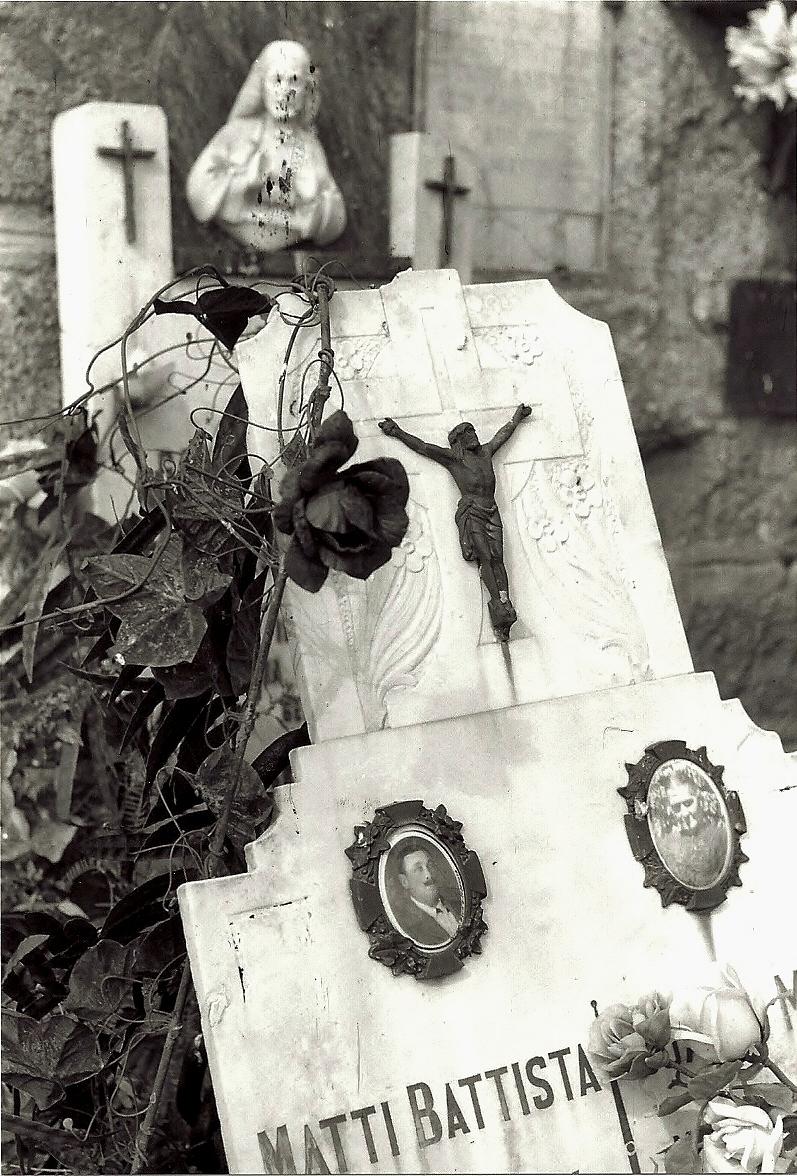
Immagini (foto anni sessanta del sec. XX)